# RRH Neatishead
Remote Radar Head Neatishead ou RRH Neatishead est une station radar de défense aérienne exploitée par la Royal Air Force. Le site est situé à environ 11 kilomètres au nord-est de Norwich, dans le comté de Norfolk, en Angleterre
Il a été créé pendant la Seconde Guerre mondiale et comprend le site technique principal et un certain nombre de sites distants, parfois non habités.

## Historique
Le site, auparavant connu sous le nom de RAF Neatishead, avait pour principale fonction de constituer un "Centre de contrôle et de notification" (CRC) pour le sud du Royaume-Uni.
Les équipements précédemment situés dans la base comprenaient: un radar de type 7, un radar de mesure de hauteur FPS 6, un radar de type 80 "Green Garlic", un radar de type 84, un radar de type 85 "Blue Yeoman" et un radar R15.
Le 16 février 1966, un incendie s'est déclaré dans le bunker, les équipes de pompiers de la station n'ont pas réussi à l'éteindre et ont donc appelé des équipes de pompiers civiles. 3 pompiers civils ont perdu la vie. Un peu plus tard au cours de cette même année, LAC Cheeseman a été condamné à 7 ans pour avoir allumé le feu et causé la mort.
En avril 2004, il a été décidé de réduire considérablement les activités de RAF Neatishead. En 2006, la base a été rétrogradée au statut de Remote Radar Head (RRH), mais le musée est resté ouvert. La stèle située devant la porte, un Phantom précédemment basé sur la RAF Wattisham, a été désinstallée en 2005, malgré l’intérêt manifesté par le Radar Museum.
En octobre 2006, les médias locaux ont signalé qu’un acheteur avait été trouvé pour la section de la base maintenant désaffectée. Le site d'environ 10 hectares a de nouveau été annoncé à la vente en janvier 2010, au prix de 4 000 000 £. En février 2013, le site est apparu sur eBay avec un prix indicatif de 2 500 000 £.

## Opérations
RRH Neatishead contrôle le site distant de RRH Trimingham (en) avec son radar Lockheed TPS 77. Il fait partie du dispositif de défense aérienne du Royaume-Uni, notamment du Système ASACS, et fait également partie du système de défense aérienne de l'OTAN. Il utilise un radar, une radio sol-air et des liaisons de données cryptées numériquement.
Neatishead est adjacente au musée du radar de défense aérienne de la RAF.
La devise de la station est Caelum Tuemur, ce qui signifie "Nous veillons sur le ciel". L’insigne de la station représente la tête abaissée d’un taureau à cornes; et se rapporte aux origines du mot "Neatishead", dérivé du viel anglo-saxon "Nethes Herda", ce qui signifie "la demeure du détenteur du bétail". C'est une coïncidence que Neatishead se trouve près du village de Horning.